# IC 1951
IC 1951 ist eine Spiralgalaxie vom Hubble-Typ Sbc im Sternbild Pendeluhr am Südsternhimmel. Sie ist schätzungsweise 823 Millionen Lichtjahre von der Milchstraße entfernt und hat einen Durchmesser von etwa 120.000 Lj.
Im selben Himmelsareal befinden sich u. a. die Galaxien IC 1945, IC 1946, IC 1957, IC 1964.
Das Objekt wurde am 14. Oktober 1898 von DeLisle Stewart entdeckt.